# The Closer You Get...
The Closer You Get... è il settimo album in studio del gruppo musicale statunitense Alabama, pubblicato dall'etichetta discografica RCA nel marzo 1983.
Dal disco sono stati tratti i singoli “Dixieland Delight”, “The Closer You Get... “ e “Lady Down on Love”;  tutti e tre i singoli hanno raggiunto la prima posizione nella Billboard hot 100 country music.
L’album ha avuto un ottimo successo commerciale ed una buona ricezione critica da parte della stampa specializzata.

## Tracce

### Lato A
1. The Closer You Get

1. Lady Down on Love
2. She Put the Sad in All His Songs
3. Red River
4. What in the Name of Love

### Lato B
1. Dixieland Delight
2. Very Special Love
3. Dixie Boy
4. Alabama Sky
5. Lovin' Man

## Formazione

### Alabama
- Randy Owen: chitarra, voce
- Teddy Gentry: basso, coro, voce su "Red River" e "Alabama Sky"
- Jeff Cook: chitarra, coro, voce su "What in the Name of Love" e "Lovin' Man"
- Mark Herndon: batteria

### Musicisti aggiuntivi
- William Adair: basso
- Hayward Bishop: batteria
- Jack Eubanks: chitarra acustica
- George "Leo" Jackson: chitarra acustica
- Shane Keister: tastiere
- Dave Kirby: chitarra
- Farrell Morris: percussioni
- Fred Newell: chitarra
- Larry Paxton: basso
- Willie Rainsford: tastiere
- Stephen Schaffer: basso
- Bruce Watkins: violino

## Ricezione
L’album è uno dei più importanti nella lunga carriera della band, poiché consolida il successo commerciale del gruppo ed ottiene consenso da parte della critica musicale.
L’album è un mix di country, country neo-tradizionale e pop.
| Valutazioni professionali | Valutazioni professionali |
| Fonte                     | Valutazione               |
| ------------------------- | ------------------------- |
| AllMusic                  | 4/5                       |